# Hyocomium armoricum
Hyocomium armoricum ist eine Moosart aus der Ordnung der Hypnales. Sie ist die einzige Art der Gattung Hyocomium.

## Merkmale
Die Pflanzen wachsen in lockeren Rasen. Sie sind regelmäßig gefiedert. Die Stämmchen werden bis 15 cm lang und wachsen teilweise stoloniform. Die Blätter der Stämmchen sind dreieckig eiförmig mit einer lanzettlichen Spitze. Sie sind herablaufend, haben eine Längsfalte und sind scharf gesägt. Die Rippe ist kurz und doppelt oder aber fehlend. Die Astblätter sind kleiner und stets ohne Rippe. Die Laminazellen sind prosenchymatisch, in den Blattflügeln sind sie oval länglich bis sechsseitig. 
Die Kapseln ist geneigt bis waagrecht stehend. Die Seta ist warzig. Sporogone werden selten gebildet.

## Verbreitung und Standorte
Die Art wächst auf nassem, kalkfreiem Gestein an Gebirgsbächen und Wasserfällen. Sie ist in Europa und Asien vorkommend. In Deutschland kommt sie im Schwarzwald, in Bayern, Rheinland-Pfalz, in der Eifel und im Harz vor.

## Belege
- Jan-Peter Frahm, Wolfgang Frey: Moosflora (= UTB. 1250). 4., neubearbeitete und erweiterte Auflage. Ulmer, Stuttgart 2004, ISBN 3-8252-1250-5.